# 黄金のファラオ
『黄金のファラオ』（おうごんのファラオ）は宝塚歌劇団のミュージカル作品。星組公演。形式名は「ミュージカル・ロマン」。18場。
作・演出は中村暁。併演作品は『美麗猫 -ミラキャット-』（宝塚・東京の新人公演を除く）。

## 解説
※『宝塚歌劇100年史（舞台編）』の宝塚大劇場公演参考。
紀元前1200年頃の古代エジプトを舞台にした作品。剣士・セティがファラオと瓜二つであると知った神官ネプヘルは、病に伏すファラオの身代わりとしてセティを利用する。王妃・ネフェルティはセティが本物のファラオでないことを知りながら、彼の優しさに心を寄せるようになる・・・。ファラオの身代わりとなった一人の剣士の数奇な運命をドラマティックに描いた、豪華絢爛な宝塚ロマン。

## 公演期間と公演場所
- 2000年5月19日 - 6月26日（新人公演：6月6日）　宝塚大劇場[1]
- 2000年8月19日 - 9月17日（新人公演：9月12日）　TAKARAZUKA1000days劇場（東京）[2]
- 2000年10月20日 - 11月12日　全国ツアー[3]

### 全国ツアーの日程
- 10月20日　大分県立総合文化センター[3]
- 10月21日・22日　九州厚生年金会館（北九州市）[3]
- 10月24日・25日　福岡市民会館[3]
- 10月27日　山口市民会館[3]
- 10月28日　広島郵便貯金会館[3]
- 10月29日　ふくやま芸術文化ホール[3]
- 10月1日・11月1日　浜松アクトシティ[3]
- 11月3日　グリーンホール相模大野[3]
- 11月4日・5日　市川市文化会館[3]
- 11月7日・8日　大宮ソニックシティ大ホール[3]
- 11月10日　江南市民文化会館[3]
- 11月11日　瀬戸市文化センター[3]
- 11月12日　半田市福祉文化会館[3]

## スタッフ
※氏名の後ろに「宝塚」、「東京」、「全国ツアー」の文字がなければ全劇場共通。
- 作曲・編曲：西村耕次[1]/鞍富真一[1]
- 音楽指揮：大谷木靖[1]
- 振付[1]：羽山紀代美/芹まちか/若央りさ
- ファイティング・コーディネーター：渥美博[1]
- 装置：大橋泰弘[1]
- 衣装：任田幾英[1]
- 照明：勝柴次朗（宝塚・東京）[1]、株式会社ハートス（全国ツアー）[3]
- 演技指導：美吉左久子[1]
- 仮面美術：清水千華[1]
- 音響：加門清邦[1]
- 小道具：伊集院撤也[1]
- 効果：切江勝[1]
- 演出助手[1]：藤井大介/川上正和
- ファイティング助手：亀山ゆうみ[1]
- 装置補：河底美由紀[1]
- 舞台進行：濱野文宏（宝塚・東京）[1]、クリエイト大阪[1]
- 舞台監督[2]：藤村信一（東京）/木村信也（東京）/宮脇学（東京）/林田勇吾（東京）
- 小道具補：石橋清利[1]
- 舞台美術製作：株式会社宝塚舞台[1]
- 演奏：宝塚歌劇オーケストラ（宝塚・全国ツアー）[1]
- 録音演奏：宝塚歌劇オーケストラ（東京）[2]
- 制作：森下信雄[1]
- 演出（新人公演）：中村暁[1]

## 特別出演者
※氏名の後ろの（）は2000年当時の所属組。

### 宝塚・東京における本公演
- 一樹千尋（専科）[1]

### 全国ツアー
- 一樹千尋（専科）[3]
- 絵麻緒ゆう（専科）[3]

## 休演者

### 宝塚公演（ベルリン公演出演のため）
- 朝宮真由[1]
- 秋園美緒[1]
- 美椰エリカ[1]
- 水瀬あお[1]
- 真飛聖[1]
- 涼紫央[1]
- 琴まりえ[1]
- 拓麻早希[1]
- 柚希礼音[1]

### 全国ツアー
- 久城彬[3]

## 主な配役
|                          | 本公演     | 本公演     | 新人公演   | 新人公演   | 全国ツアー |
|                          | 宝塚       | 東京       | 宝塚       | 東京       | 全国ツアー |
| ------------------------ | ---------- | ---------- | ---------- | ---------- | ---------- |
| セティ、エネンプセス三世 | 稔幸       | 稔幸       | 朝澄けい   | 朝澄けい   | 稔幸       |
| 王妃ネフェルティ         | 星奈優里   | 星奈優里   | 妃里梨江   | 妃里梨江   | 星奈優里   |
| セイタハト               | 絵麻緒ゆう | 絵麻緒ゆう | 椿火呂花   | 真飛聖     | 絵麻緒ゆう |
| ネプヘル                 | 一樹千尋   | 一樹千尋   | 雪路歌帆   | 雪路歌帆   | 一樹千尋   |
| アハメス                 | 彩輝直     | 彩輝直     | 嶺恵斗     | 涼紫央     | 朝澄けい   |
| エムサ                   | 音羽椋     | 音羽椋     | 大真みらん | 水瀬あお   | 椿火呂花   |
| エルディア               | 妃里梨江   | 秋園美緒   | 陽色萌     | 陽色萌     | 陽色萌     |
| タハルカ                 | 夏美よう   | 夏美よう   | 祐穂さとる | 嶺恵斗     | 夏風りお   |
| ケナメン                 | 英真なおき | 英真なおき | 青空弥ひろ | 祐穂さとる | 嶺恵斗     |
| ナクトム                 | 久城彬     | 久城彬     | 真汐薪     | 椿火呂花   | 涼紫央     |